# Александер Барбоса
Александер Барбоса (ісп. Alexander Barboza, нар. 16 березня 1995) — аргентинський футболіст, захисник бразильського клубу «Ботафогу».
Виступав також за клуб «Індепендьєнте».
Чотириразовий чемпіон Парагваю. Чемпіон Бразилії. Володар Кубка Лібертадорес.

## Ігрова кар'єра
Народився 16 березня 1995 року. Вихованець футбольної школи клубу «Рівер Плейт». Дорослу футбольну кар'єру розпочав 2015 року в основній команді того ж клубу. 
Згодом з 2015 по 2019 рік грав у складі команд «Атлетіко Рафаела», «Дефенса і Хустісія», «Рівер Плейт» та «Дефенса і Хустісія».
Своєю грою за останню команду привернув увагу представників тренерського штабу клубу «Індепендьєнте», до складу якого приєднався 2019 року. Відіграв за команду з Авельянеди наступні два сезони своєї ігрової кар'єри.
Протягом 2021—2023 років захищав кольори клубу «Лібертад».
До складу клубу «Ботафогу» приєднався 2024 року. Станом на 28 березня 2025 року відіграв за команду з Ріо-де-Жанейро 26 матчів в національному чемпіонаті.

## Титули і досягнення
- Чемпіон Парагваю (4):

«Лібертад»: Apertura 2021, Apertura 2022, Apertura 2023, Clausura 2023
- Чемпіон Бразилії (1):

«Ботафогу»: 2024
- Володар Кубка Лібертадорес (1):

«Ботафогу»: 2024